# Municipio de Kobuleti
El municipio de Kobuleti (en georgiano: ქობულეთის მუნიციპალიტეტი) es un municipio de Georgia perteneciente a la República autónoma de Ayaria. El área total del municipio es 452 kilómetros cuadrados (175 mi²) y su centro administrativo es la ciudad de Kobuleti. La población era 74.794, según el censo de 2014.

## Geografía
El municipio de Kobuleti limita con el municipio de Ozurgueti en Guria al norte, el municipio de Shuajevi al este y los municipios de Keda y Jelvachauri al sur. El municipio se encuentra entre el mar Negro, el río Choloki y la cordillera de Mesjetia.
Las áreas de reserva de Kintrishi y Tikeri son únicas en su biodiversidad. Se puede encontrar una rara flora en el pantano de Ispani. La región circundante tiene diversos suelos: las tierras bajas de la costa son ricas en suelos de turberas. Hay rocas alpinas en las tierras altas y suelos rojos se encuentran en las colinas. La zona montañosa es buena para las especies subtropicales. Las áreas protegidas de la reserva natural de Kintrishi y parte del Parque Nacional de Mtirala también están en el municipio.

### Clima
El clima en los valles es subtropical. La temperatura media del aire es de 13-15 °C y la precipitación media es de 2500–3000 mm.

## Historia
Desde 1921, el territorio del municipio se ha incluido en mazra de Kobuleti de la República Autónoma de Ayaria. En 1930, se formó como un raión separado. En 1962-64, se incluyó en el distrito de Chakvi, con el centro en el raión de Chakvi. El 7 de abril de 1964, se abolió el distrito de Chakvi y se restableció el raión de Kobuleti con el centro en Kobuleti. Este estado administrativo se mantuvo hasta la restauración de la independencia de Georgia. Desde 2006, después de la reforma legislativa del sistema de autogobierno, el raión de Kobuleti pasó a llamarse municipio de Kobuleti.

## Política
La asamblea municipal de Kobuleti (en georgiano: ქობულეთის საკრებულო) es un órgano representativo en el municipio de Kobuleti, que consta de 39 miembros que se eligen cada cuatro años. La última elección se llevó a cabo en octubre de 2021. Leván Zoidze del Sueño Georgiano (SG) fue elegido alcalde en las últimas elecciones.
| Partido político | Partido político                    | 2017 | 2021 |
| ---------------- | ----------------------------------- | ---- | ---- |
|                  | Sueño Georgiano                     | 29   | 24   |
|                  | Movimiento Nacional Unido           | 6    | 13   |
|                  | Para Georgia                        |      | 2    |
|                  | Alianza de los Patriotas de Georgia | 1    |      |
|                  | Georgia Europea                     | 1    |      |
| Total            | Total                               | 37   | 39   |

## División administrativa
El municipio consta de 2 dabas o asentamientos de tipo urbano, Chakvi y Ochjamuri, 48 pueblos (sopeli) y una ciudad, Kobuleti.
Los temi o consejos de pueblos son: Alambari, Achjvistavi, Bobokvati, Chaisubani, Chajati, Dagva, Gvara, Jala,  Jutsubani, Kakuti, Kvirike, Legva, Mujaestate, Sachino, Tskavroka, Zeniti. Alguna aldea destacada en el municipio de Kobuleti es Tsijisdziri.

## Demografía
La población del municipio de Kobuleti ha disminuido desde 1989, con una pérdida de población del 20%.
| Población del municipio de Kobuleti                                    | Población del municipio de Kobuleti | Población del municipio de Kobuleti | Población del municipio de Kobuleti | Población del municipio de Kobuleti | Población del municipio de Kobuleti | Población del municipio de Kobuleti | Población del municipio de Kobuleti | Población del municipio de Kobuleti | Población del municipio de Kobuleti | Población del municipio de Kobuleti | Población del municipio de Kobuleti |
|                                                                        | 1897                                | 1922                                | 1926                                | 1939                                | 1959                                | 1970                                | 1979                                | 1989                                | 2002                                | 2014                                | 2021                                |
| ---------------------------------------------------------------------- | ----------------------------------- | ----------------------------------- | ----------------------------------- | ----------------------------------- | ----------------------------------- | ----------------------------------- | ----------------------------------- | ----------------------------------- | ----------------------------------- | ----------------------------------- | ----------------------------------- |
| Municipio de Kobuleti                                                  | -                                   | -                                   | -                                   | 41 472                              | 54 401                              | 70 717                              | 78 382                              | 88 107                              | 88 063                              | 74 794                              | 71 800                              |
| Ciudad de Kobuleti                                                     | -                                   | -                                   | -                                   | 6133                                | -                                   | -                                   | -                                   | 20 637                              | 18 556                              | 16 546                              |                                     |
| Datos: Estadística de población de Georgia desde 1897 hasta hoy. Nota: |                                     |                                     |                                     |                                     |                                     |                                     |                                     |                                     |                                     |                                     |                                     |

La población está compuesta por un 97,10% de georgianos.
|              | 1939      | 1939       | 1959      | 1959       | 2014      | 2014       |
| Grupo étnico | Población | Porcentaje | Población | Porcentaje | Población | Porcentaje |
| ------------ | --------- | ---------- | --------- | ---------- | --------- | ---------- |
| Georgianos   | 25 135    | 60,6%      | 38 686    | 71,1%      | 72 624    | 97,10%     |
| Rusos        | 10 522    | 25,4%      | 7234      | 13,3%      | 666       | 0,89%      |
| Ucranianos   | 10 522    | 25,4%      | 1742      | 3,2%       | 129       | 0,01%      |
| Armenios     | 446       | 1,1%       | 2141      | 3,9%       | 696       | 0,93%      |
| Griegos      | 2764      | 6,7%       | 3405      | 6,3%       | 267       | 0,36%      |
| Osetios      | 37        | 0,1%       | 60        | 0,1%       | 23        | 0,03%      |
| Azeríes      | 21        | 0,1%       | 85        | 0,2%       | 40        | 0,05%      |
| Loms         | -         | -          | -         | -          | 137       | 0,18%      |
| Abjasios     | -         | -          | -         | -          | 11        | 0,01%      |
| Yazidíes     | -         | -          | -         | -          | 5         | 0,01%      |
| Judíos       | 89        | 0,2%       | 63        | 0,1%       | 1         | 0,01%      |
| Kurdos       | 1288      | 3,1%       | 17        | 0,1%       | -         | -          |
| Búlgaros     | 509       | 1,2%       | -         | -          | -         | -          |
| Alemanes     | 114       | 0,3%       | -         | -          | -         | -          |
| Asirios      | 6         | 0,1%       | -         | -          | -         | -          |
| Lezguinos    | 6         | 0,1%       | -         | -          | -         | -          |
| Total        | 41 472    | 100%       | 54 401    | 100%       | 74 794    | 100%       |

## Economía
Los principales sectores de la economía local son el turismo y la agricultura. El turismo en las zonas rurales se encuentra en etapa de desarrollo. Las principales áreas de agricultura son el cultivo de cítricos, el cultivo de té, la horticultura y la cría de animales. En el municipio operan pequeñas empresas de la industria alimentaria y de procesamiento. El servicio y el comercio son los más avanzados del municipio.
La principal actividad turística del municipio es el turismo de sol y playa, principalmente procedente del resto de Georgia y también de Armenia.

## Infraestructura

### Arquitectura, monumentos y lugares de interés
En el municipio de Kobuleti está el museo de Kobuleti, que combina exposiciones sobre la historia de la educación, la historia cultural, la historia y arqueología de Kobuleti y la etnografía. Aquí se exhiben las obras de la artista y escultora Vazha Verulidze.
Los monumentos históricos importantes en el territorio del municipio son la fortaleza de Petra, la fortaleza de Mamuka, la iglesia de Chejedana, el monasterio de Jinotsminda, la mezquita de Kvirike, el monasterio de Tetrosani y la fortaleza de Elia, entre otros.

### Educación
Hay 29 preescolares y 46 escuelas públicas y tres privadas en el municipio de Kobuleti. A partir de 2022, 3.300 niños están matriculados en preescolares y 12.500 estudiantes estudian en escuelas. El Centro Cultural JSC Kobuleti y su departamento de biblioteca, así como una casa para estudiantes jóvenes, están funcionando en el municipio.

### Transporte
Una carretera de importancia internacional atraviesa el territorio del municipio: la autopista georgiana S2 Senaki-Poti-Sarpi. La longitud de las carreteras estatales es de 19 km y la longitud de las carreteras locales es de 240 km. 

## Galería

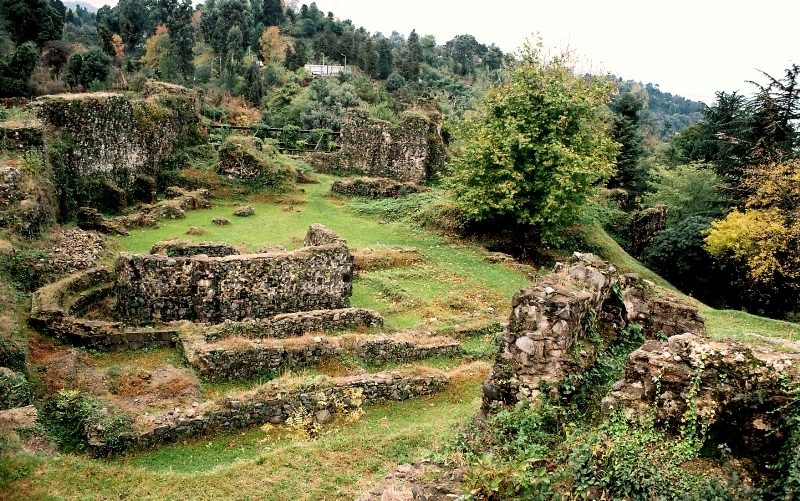
Ruinas de Petra
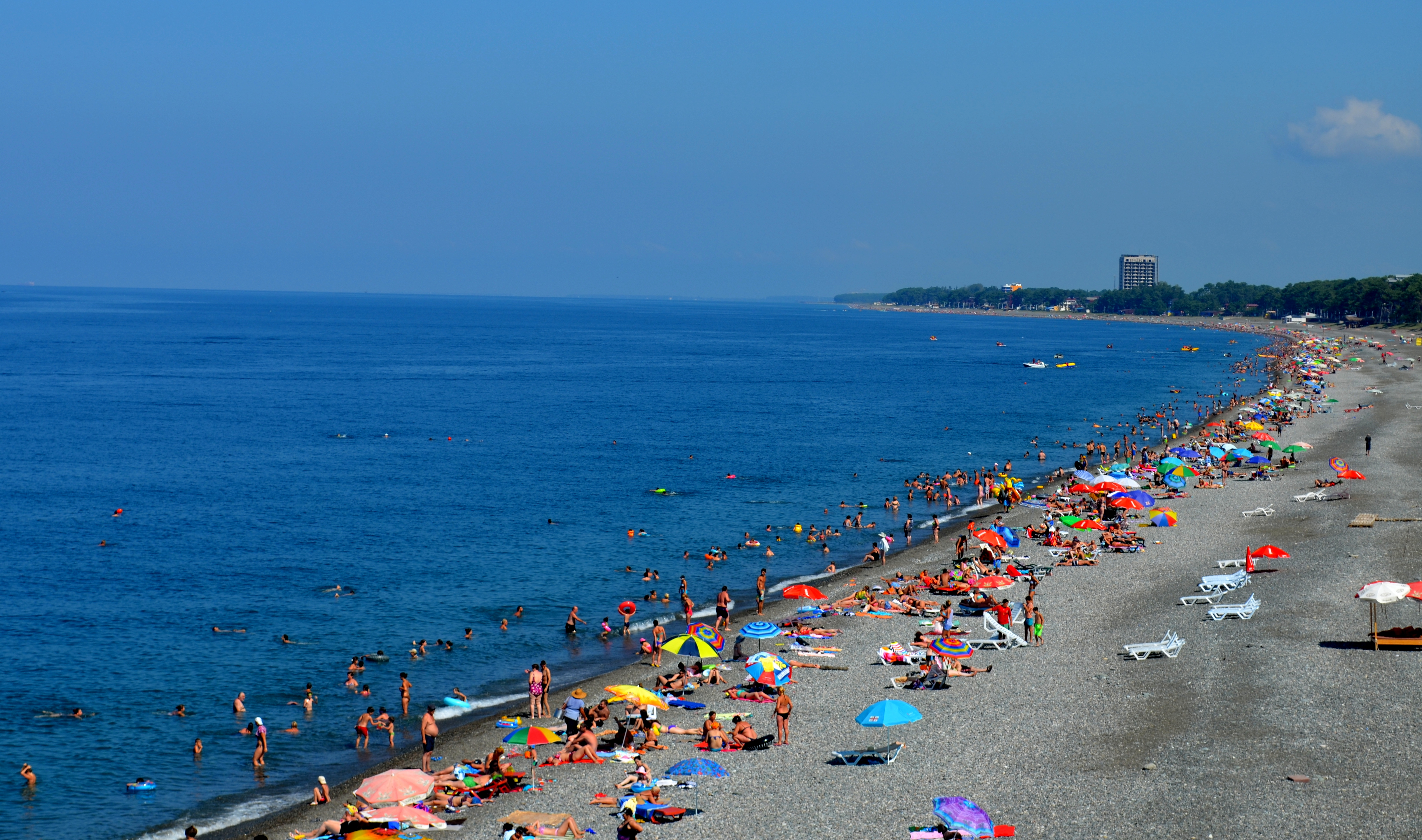
Playa de Kobuleti
Reserva natural de Kintrishi
Paseo marítimo de Kobuleti
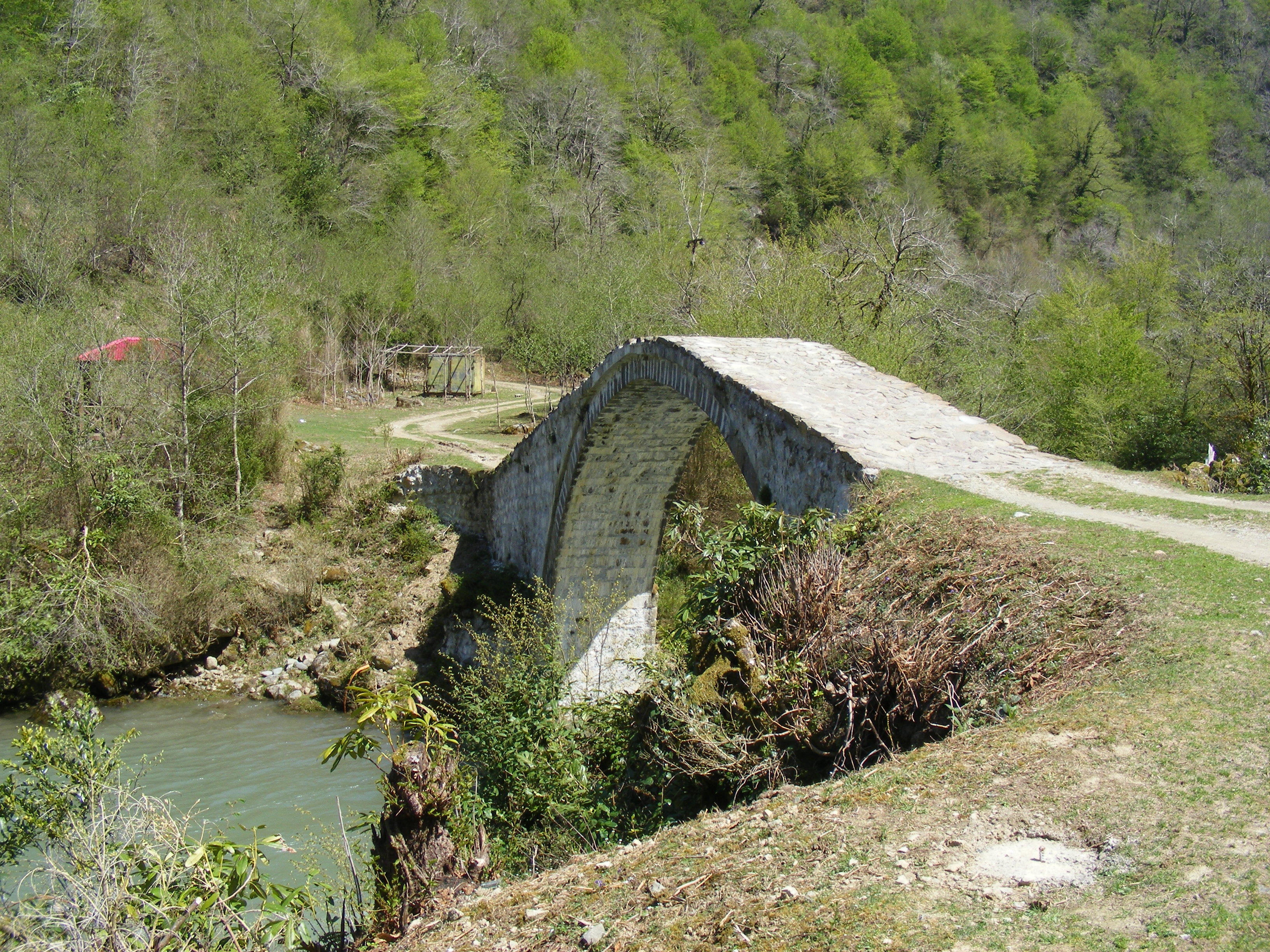
Puente de Varyanauli